# Ireshopeburn
Ireshopeburn är en by i Stanhope parish i kommunen Durham i grevskapet Durham i England. Byn är belägen 14 km från Stanhope. Orten har 112 invånare (2001).